# Várszegi Károly
Várszegi Károly (Budapest, 1943. január 25. – 1999. március 27.) Balázs Béla-díjas magyar rendező, operatőr.

## Életpályája
Szülei: Várszegi Károly és Lowak Mária voltak. 1963–1967 között a Magyar Televízió segédoperatőre, 1967-től önálló operatőre volt. 1976–1980 között a Marxizmus-Leninizmus Esti Egyetem hallgatója volt.

## Filmjei
- Alkohol (1966)
- Gyermely (1971)
- Találkozások Indiával (1972)
- Szibéria (1972)
- Keressük Petőfit (1972)
- Hadüzenet nélküli háború (1977)
- A méz (1977)
- A föld (1978)
- A baksai példa (1980)
- Olajháború (1982)
- Helsinki szellemében (1985)
- Hagyományok és asszonyok (1987)
- Mikor Csíkból elindultam (1988)
- Orvosok az atomháború ellen (1988)
- Emlékül Évának (1988)

## Díjai
- Miskolci Fesztivál fődíja (1976, 1977)